# York (Sierra Leone)
York ist eine Insel, die zum westafrikanischen Staat Sierra Leone gehört. Sie liegt westlich des afrikanischen Festlandes, zwei Kilometer östlich von der Sherbro-Insel und ist Teil des Distrikts Bonthe. Hauptort der Insel ist das kleine Fischerdorf York.
Im 17. Jahrhundert errichtete die Royal African Company auf der Insel das gleichnamige Fort für den Sklavenhandel.

## Bevölkerung
Die Bevölkerung der Insel ist in den vergangenen Jahren stetig geschrumpft. Ein Grund für die Abwanderung ist die Marine Protected Area (MPA) am Fluss Sherbro, die dazu führte, dass der traditionellen Lebensweise der Bevölkerung, die auf dem Fischfang mit Kanus beruhte, die Grundlage entzogen wurde.